# Битва під Гейльсбергом
Битва під Гейльсбергом (фр. La bataille d'Heilsberg) — битва, що сталась 10 червня 1807 року поблизу східнопрусського міста Гейльсберг між французькою армією імператора Наполеона I та російською армією генерала Л. Л. Беннігсена в ході війни четвертої коаліції.

## Розгортання військ
Після невдалого нападу Беннігсена на корпус маршала Нея поблизу Гуттштадта, 90-тисячна російська армія відступила до укріпленої позиції перед східнопрусським містом Гейльсберг, яке розташовувалось на березі річки Алле. Командувач розділив свою армію на 2 частини — 3 дивізії та гвардія на правому березі, головні ж сили — на лівому, перед Гейльсбергом. Це було пов'язано з тим, що не було точно відомо, звідки атакуватиме Наполеон. Через річку Алле навели 3 понтонних мости, таким чином російське командування могло своєчасно посилити будь-яке з двох угрупувань, якщо б нього було здійснено напад Великої Армії. За даними розвідки було відомо, що головні сили французів (корпуси Мюрата, Сульта, Нея, Ланна і гвардія) наступають лівим берегом річки Алле. План Наполеона був простим: корпусами Мортьє та Даву відрізати російську армію від Кенігсберга, який був її головною базою постачання у Східній Пруссії, а після цього атакувати усіма силами й роздушити чисельною перевагою.

## Перебіг битви
Вранці 29 травня корпус Мюрата успішно атакував авангард російської армії (3 піхотних полки) під командуванням Бороздіна. Невдовзі Беннігсен відрядив йому на допомогу ще 3 полки. Окрім того, переконавшись, що на правому березі Алле французів немає, на підкріплення Бороздіну був надісланий Багратіон, який і взяв на себе командування всім авангардом, після чого наступ корпусу Мюрата було зупинено. Він обмежився артилерійським обстрілом позицій Багратіона, очікуючи на підхід Сульта з 30 000 солдат. Той невдовзі прибув на поле бою й почав атаку, намагаючись обійти російський авангард з флангу, поки Мюрат зв'язав його фронтальними атаками.
Багратіон не зміг стримати натиск французів і почав відступати. У цей час Беннігсен, вбачаючи важке становище свого авангарду, кинув йому на допомогу Уварова з 25 ескадронами кавалерії.
Бій кавалерії був надзвичайно запеклим. Французи кілька разів відбивали гармати у російського авангарду, але щоразу стрімкою атакою російська кавалерія повертала захоплену артилерію. Поступово відступаючи під безперервними атаками 2 корпусів Великої Армії, Багратіон (під яким було вбито коня) відійшов до укріплених позицій під Гейльсбергом, де сильний вогонь російської артилерії змусив ворога припинити атаки. Війська авангарду були настільки знекровлені запеклим боєм, що Беннігсен був змушений вивести їх у резерв, розмістивши на відпочинок в тилу своєї армії.
Мюрат, не провівши ретельної розвідки, о 17-00 кинув свій корпус на сильно укріплені позиції російської армії та був відбитий з надважкими втратами. Тим часом Беннігсен, занепокоєний атакою Мюрата, перевів на лівий берег Алле практично всю свою армію, залишивши на лівому березі тільки гвардію. І вчасно. Тому що на полі бою з'явився Наполеон з корпусом Ланна та гвардією. Негайно французи здійснили наступ.
Після сильного артилерійського обстрілу Наполеон завдав потужного удару по центру російської армії. Під убивчим вогнем російських гармат французька піхота кинулась на редут № 2. До того часу Беннігсен знепритомнів від сильного болю в шлунку й командування військами прийняв князь Горчаков. Атака французів була відбита. Проте Наполеон невдовзі повторив її, посиливши нападників гвардією. Цього разу противник увірвався в редут і захопив його. Однак негайно росіяни під командуванням генерала Каменського здійснили контратаку й повернули втрачені укріплення. Не задовольнившись цим успіхом, Каменський із натхненими військами переслідував французів, які відступали, поки не стикнувся з їхніми свіжими військами та був змушений відійти назад у редут.
Але й ця невдача не знітила Наполеона. Силами корпусу Ланна він атакував праве крило російської армії, але контратаки оборонців були настільки успішними, що всі спроби французів потіснити їх було зірвано. Наполеон припинив наступ та обмежився артилерійським обстрілом позицій Беннігсена.
О 22:00 до Великої Армії підійшов свіжий корпус Нея і Наполеон вирішив ще раз випробувати свою вдачу. Маси французів кинулись на центр російської позиції. Але влучним вогнем артилерії були відбиті з величезними для себе втратами. Тільки до 23-00 французи припинили атаки.
Битва була кривавою. Французи втратили 12 600 солдат (1398 убитих, 10 359 поранених і 864 полонених), в тому числі корпус Сульта 6600 чоловік. Росіяни — близько 8000 чоловік (із них 2000 убитих). В тактичному сенсі це була перемога росіян. Беннігсен відбив усі спроби Наполеона посунути його з гейльсберзької позиції.